# ジェフ・ハンナ
ジェフリー・R・ハンナ（Jeffrey R. Hanna、1947年7月11日 - ）は、ニッティー・グリッティー・ダート・バンドとの関わりでもっとも知られるアメリカ人シンガーソングライター兼実演ミュージシャン。プロとしての音楽キャリアは60年に及ぶ。

## 生い立ち
ハンナはミシガン州デトロイトで生まれた。1962年の15歳の時に家族はカリフォルニア州ロングビーチに転居した。当地での高校生として、ハンナと数人の友人は最終的にはニッティー・グリッティー・ダート・バンドとなるジャグ・バンドを始めた。

## 音楽的キャリア
ハンナはニッティー・グリッティー・ダート・バンドの創設メンバーであるとともに、最も長くバンドに参加しているメンバーであり、バンドでは歌手、ソングライター、リード・ギタリスト、ドラマーおよびウォッシュタブ・ベース奏者である。長年にわたり、バンドを一つにまとめ、フォーク、カントリー、ロックの混ぜ具合を調整する主たる力だった。
ハンナは作曲家としてが筆頭だが、ボーカリスト、ギタリスト（アコースティック、エレクトリック、スティール、スライド、12弦、バリトン）、編曲家およびプロデューサーとして380曲以上のレコーディングでクレジットされている。
ニッティー・グリッティー・ダート・バンドに加えて、リンダ・ロンシュタット、スージー・ボガス、テキサス・テナーズ、パティ・ラヴレス、ラスカル・フラッツ、ハンナ・モンタナ、エミルー・ハリス、チーフタンズ、ジョニー・キャッシュ、ジューン・カーター・キャッシュ、アール・スクラッグス、マイケル・マーティン・マーフィー、ディッキー・ベッツ、そしてスティーヴ・マーティンといったアーティストとの共演でもクレジットされている。
2006年、ハンナがマーカス・ハモンおよびボビー・ボイドと1994年に共作した「ブレス・ザ・ブロークン・ロード」がグラミー賞最優秀カントリーソングを受賞した。この曲はニッティー・グリッティー・ダート・バンド、マーカス・ハモンと、グラミー受賞の年にはラスカル・フラッツによって録音されている。

## 私生活
ハンナの子供たちは視覚芸術家のクリストファー・ハンナと、カントリー・ミュージックのデュオハンナ＝マッキューアンのジェイム・ハンナである。
ハンナはマトラカ・バーグと1993年12月5日まで結婚していた。二人は1980年代後半のクリント・ブラックとのツアーで知り合った。結婚してすぐに、ハンナはグラミー受賞曲を書いた。